# Plagodis dolabraria
The Scorched Wing (Plagodis dolabraria) là một loài bướm đêm thuộc họ Geometridae. Nó được tìm thấy khắp châu Âu.
Sải cánh dài 28–32 mm. Chiều dài cánh trước là 16–19 mm.
Con trưởng thành bay in 1 generation từ đầu tháng 5 đến giữa tháng 7.
Ấu trùng ăn cây rụng lá khác nhau như sồi, bạch dương và cây liễ̉u.

## Hình ảnh

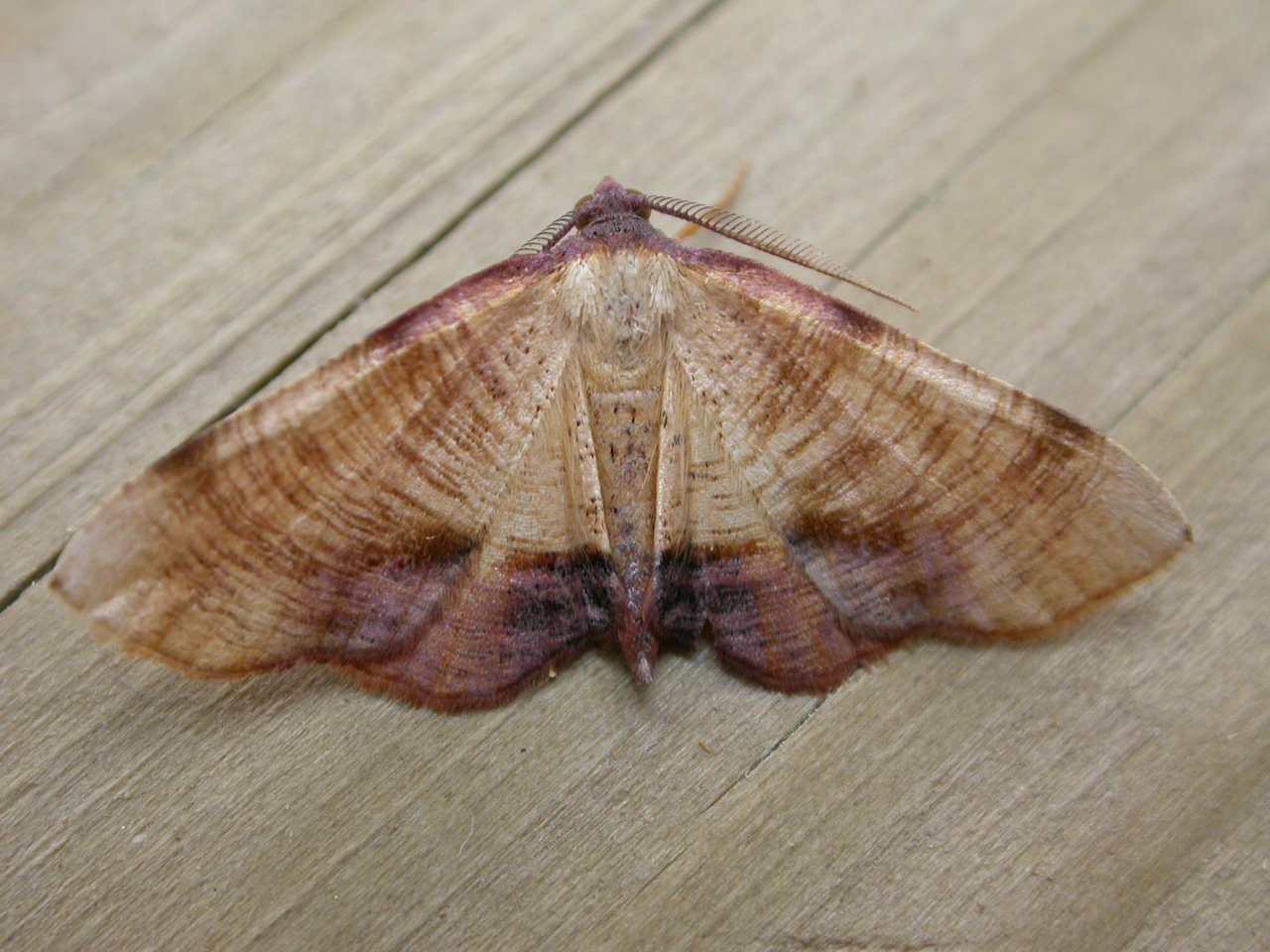
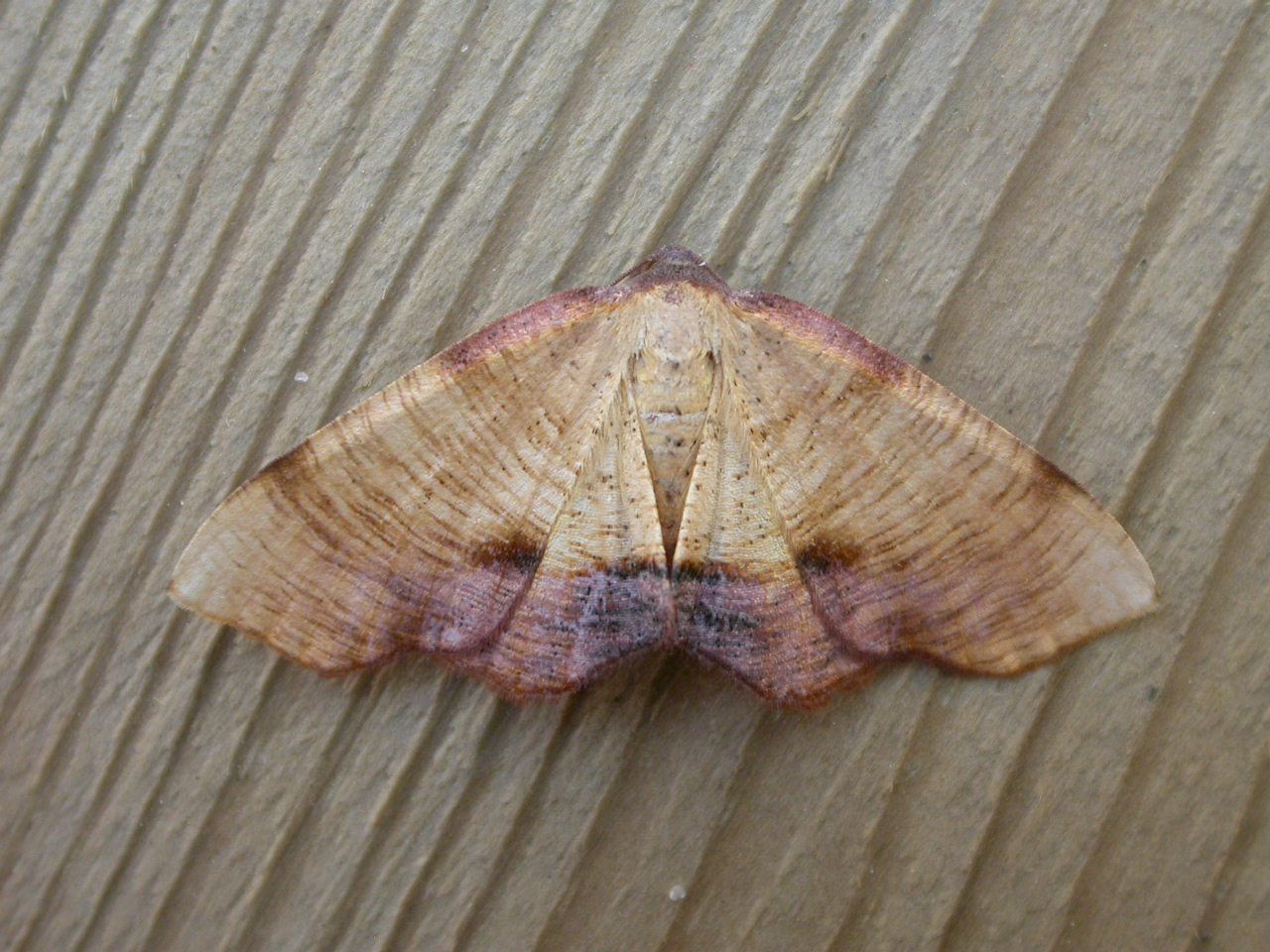
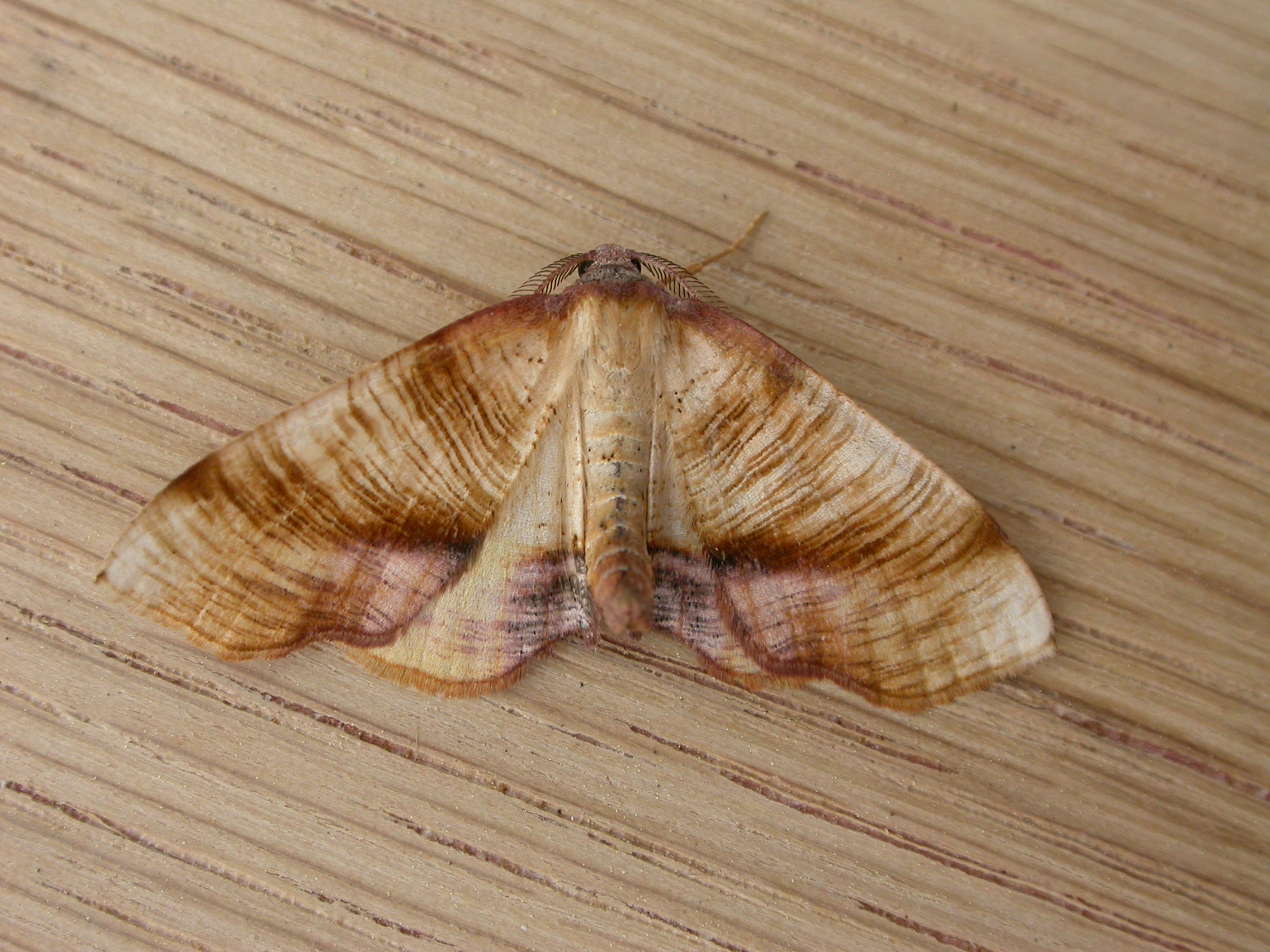
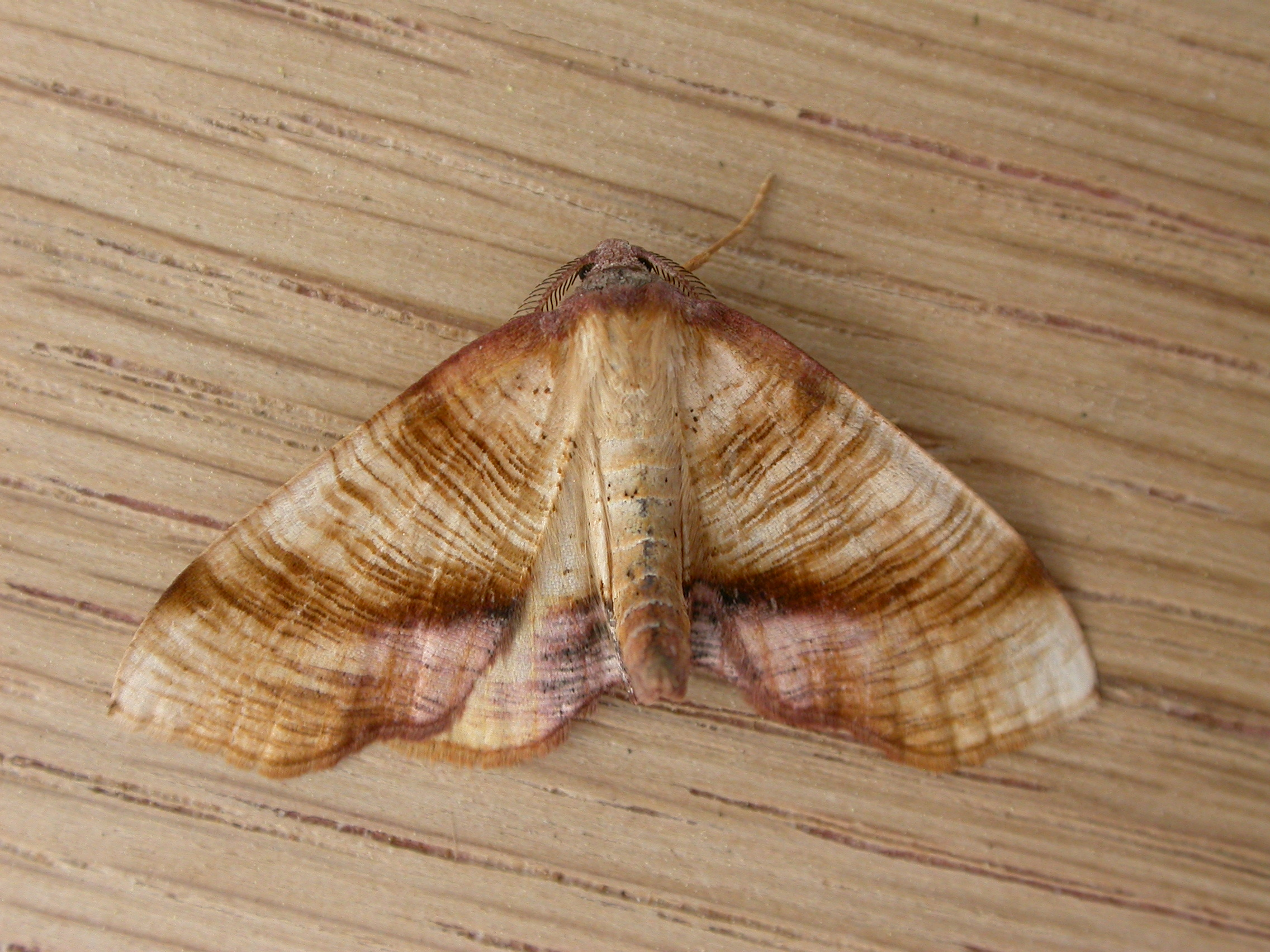